# マジード・ブーゲッラ
マジード・ブーゲッラ（アラビア語: مجيد بوقرة, ラテン文字表記: Madjid Bougherra, 1982年10月7日 - ）は、フランス・コート＝ドール県ロングヴィック出身の元アルジェリア代表サッカー選手、現サッカー指導者。現役時代のポジションはディフェンダー。ブゲラとも表記される。

## 経歴
2004年6月20日ジンバブエ代表戦でアルジェリア代表として初出場した。2007年6月2日カーボベルデ代表戦で初ゴールを記録した。2010年アフリカネイションズカップに初出場し大会ベスト11に選出された。
2013年11月19日の2014 FIFAワールドカップ・アフリカ3次予選、ブルキナファソ戦では、アルジェリアの2大会連続ワールドカップ出場を決める決勝ゴールを挙げた。
2016年末を以て現役を引退。2017-18シーズンより、古巣であるレフウィヤSCから改称したアル・ドゥハイルSCのU-23チームに指揮官として招聘された。

## 代表歴

### 出場大会
- アルジェリア代表
  - 2010 FIFAワールドカップ
  - 2014 FIFAワールドカップ

### 試合数
- 国際Aマッチ 70試合 4得点（2004年-2015年）[2]

| アルジェリア代表 | 国際Aマッチ | 国際Aマッチ |
| 年               | 出場        | 得点        |
| ---------------- | ----------- | ----------- |
| 2004             | 3           | 0           |
| 2005             | 5           | 0           |
| 2006             | 5           | 0           |
| 2007             | 7           | 1           |
| 2008             | 5           | 0           |
| 2009             | 9           | 1           |
| 2010             | 13          | 1           |
| 2011             | 3           | 0           |
| 2012             | 3           | 0           |
| 2013             | 7           | 1           |
| 2014             | 6           | 0           |
| 2015             | 4           | 0           |
| 通算             | 70          | 4           |

## タイトル

### 選手時代
レンジャーズ
- スコティッシュ・プレミアリーグ : 2008-09, 2009-10, 2010-2011
- スコティッシュ・カップ : 2009
- スコティッシュ・リーグカップ : 2010, 2011

### 監督時代
アルジェリア代表
- FIFAアラブカップ : (2021)